# Paprika Steen
Pour les articles homonymes, voir Steen.
Paprika Kristine Steen  née  le 3 novembre 1964 à Copenhague  est une réalisatrice et actrice danoise.

## Biographie
Paprika Steen a été très remarquée pour sa prestation dans Festen de Thomas Vinterberg et Les Idiots de Lars von Trier. Outre Vinterberg et von Trier, Paprika Steen a tourné avec les cinéastes les plus renommés de son pays parmi lesquels Susanne Bier, Bille August, Anders Thomas Jensen et Ole Bornedal. En 2003, elle reçoit le Bodil de la meilleure actrice  (équivalent danois du César) pour Okay de Jesper W. Nielsen. Elle est aussi lauréate de trois Bodils pour le meilleur second rôle. Ces trophées ont distingué ses prestations dans Den eneste ene et Open Hearts de Susanne Bier puis Superclásico d'Ole Christian Madsen. En 2004, elle commence à réaliser des films pour le cinéma danois. En parallèle, elle poursuit sa carrière d'actrice et se voit récompensée dans plusieurs festivals internationaux dont Karlovy Vary et Saint-Sébastien.

## Filmographie

### En tant qu'actrice
- 1993 : Sort høst d'Anders Refn : Pige på Ravnsholt
- 1996 : Les Héros de Thomas Vinterberg : Lisbeth
- 1998 : Festen de Thomas Vinterberg : Hélène
- 1998 : Les Idiots (Idioterne) de Lars von Trier : l'acheteuse potentielle
- 1999 : Den eneste ene de Susanne Bier : Stella
- 2000 : Dancer in the Dark de Lars von Trier : une femme de la ronde de nuit
- 2002 : Okay de Jesper W. Nielsen : Nete
- 2002 : Open Hearts (Elsker dig for evigt) de Susanne Bier : Marie
- 2003 : Rembrandt de Jannik Johansen : Charlotte
- 2005 : Forty Shades of Blue d'Ira Sachs : Lonni
- 2006 : Adam's Apples (Adams Æbler) d'Anders Thomas Jensen : Sarah
- 2007 : The Substitute (Vikaren) d'Ole Bornedal : Ulla Harms
- 2009 : Applaus de Martin Zandvliet : Thea Barfoed
- 2011 : Superclásico d'Ole Christian Madsen : Anna
- 2012 : Love Is All You Need (Den skaldede frisør) de Susanne Bier : Benedikte
- 2012 : Keep the Lights On d'Ira Sachs : Karen
- 2014 : Kolbøttefabrikken de Morten Boesdal Halvorsen : Acacia
- 2014 : Stille hjerte de Bille August : Heidi
- 2016 : Antboy 3 de Ask Hasselbalch : Alicia Dufort
- 2016 : Undercover de Nikolaj Peyk : Hanne
- 2017 : Below the Surface  de Kasper Barfoed : Naja Toft
- 2019 : Domino : La Guerre silencieuse (Domino) de Brian De Palma : Hanne Toft
- The X-Gene Project (en pré-production) : Karen Hamilton

### En tant que réalisatrice
- 2004 : Le Pire des adieux (Lad de små børn...)
- 2007 : With Your Permission (Til døden os skiller)
- 2018 : That Time of Year (Den tid på året)
- 2022 : Fathers & Mothers (Fædre & mødre)

## Distinctions

### Bodils
- 2000 : Bodil de la meilleure actrice dans un second rôle pour Den eneste ene de Susanne Bier
- 2003 : Bodil de la meilleure actrice pour Okay de Jesper W. Nielsen
- 2003 : Bodil de la meilleure actrice dans un second rôle pour Open Hearts de Susanne Bier
- 2012 : Bodil de la meilleure actrice dans un second rôle pour Superclásico d'Ole Christian Madsen

### Roberts
- 2003 : Robert de la meilleure actrice pour Okay
- 2003 : Robert de la meilleure actrice dans un second rôle pour Open Hearts  (Elsker dig for evigt)
- 2010 : Robert de la meilleure actrice pour Applaus

### Festivals
- Festival international du film de Bombay 2009 : Prix de la meilleure actrice pour Applaus de Martin Zandvliet
- Festival international du film de Karlovy Vary 2009 : Globe de la meilleure actrice pour Applaus de Martin Zandvliet
- Festival international du film de Saint-Sébastien 2014 : Coquille d'argent de la meilleure actrice pour Stille hjerte de Bille August